# Domingos Monteiro
Domingos Pereira Junior Monteiro (Mesão Frio, 6 novembre 1903 – Lisbona, 18 agosto 1980) è stato un avvocato, poeta e scrittore portoghese.
Tornato in Portogallo nel 1909, nel 1919 si iscrive alla facoltà di giurisprudenza all'Università di Lisbona. Nel 1932 partecipa al movimento liberale di "Rinnovamento Democratico", e al giornale "Diário Liberal".

Fonda la rivista Patria nel 1976, con cui lotta per difendere i valori di libertà contro la dittatura.

## Opere

### Poesie
- 1919 - Orações do Crepúsculo
- 1921 - Nau Errante
- 1953 - Evasão
- 1978 - Sonetos

### Prose
- 1945 - O Mal e o Bem
- 1952 - Contos do Dia e da Noite
- 1957 - O Homem Contemporâneo
- 1957 - Sortilégio do Natal
- 1958 - O Caminho para Lá
- 1961 - Histórias Castelhanas
- 1961 - Histórias deste Mundo e do Outro
- 1962 - Enfermaria, Prisão e Casa Mortuária
- 1963 - O Dia Marcado
- 1964 - Contos de Natal
- 1965 - O Primeiro Crime de Simão Bolandas
- 1966 - Histórias das Horas Vagas
- 1967 - Histórias do Mês de Outubro
- 1969 - A Vinha da Maldição
- 1970 - O Vento e os Caminhos
- 1971 - O Destino e a Aventura
- 1972 - Letícia e o Lobo Júpiter
- 1978 - O Sobreiro dos Enforcados e Outras Narrativas Extraordinárias